# Potez 35
Le Potez 35 est un avion bombardier de nuit bimoteur construit par la société Potez à la fin des années 1920. Un seul exemplaire a été construit. Il a été présenté au Salon de Paris en 1928

## Présentation
Sa vitesse maximum était de 242 km/h, pour un plafond de 7 000 m et une masse de 3,8 tonnes.